# Limnatornis paludicola
Limnatornis paludicola — викопний вид птахів родини чепігових (Coliidae), що існував в міоцені на території Європи. Скам'янілі рештки знайдені у Франції.